# DR 135 060
Der Triebwagen DR 135 060 ist ein 1935 entwickelter Triebwagen der Deutschen Reichsbahn für den Personenverkehr auf Nebenbahnen. Vom Aufbau her entspricht er der letzten Serie der Triebwagen der Baureihe DR 135 002 ... 059, er ist als VT 135 eckige Bauform mit mechanischer Kraftübertragung klassifiziert und ebenfalls von Waggon- und Maschinenfabrik Aktiengesellschaft vorm. Busch, Bautzen hergestellt worden. Das Unterscheidungsmerkmal zur Serienausführung ist die Antriebsanlage. Er ist bis heute erhalten geblieben und befindet sich unter der Bezeichnung T3 bei der Museumseisenbahn Minden.

## Geschichte
Der Triebwagen entstand im Bestreben, die im Betrieb bewährte Baureihe DR 135 002 … 059 mit einer Antriebsanlage auszurüsten, die den Nachteil des stehenden Dieselmotors dieser Serie vermied. Dieser ragte dort in den Fahrgastraum und konnte nur unter einer Sitzbank platziert werden. Daher wurde bei diesem Fahrzeug die Antriebsanlage als reine Unterfluranlage konstruiert. Gewählt wurde die Antriebsanlage mit dem Achtzylinder-Boxermotor 2 × 4 V 18 L der DWK. Dieser Motor arbeitete nach dem Lanova-Einspritzverfahren und hatte bei einem Kolbendurchmesser von 125 mm einen Hub von 180 mm. Die Füllungsregelung wurde vom Führerstand über Seilzug gersteuert. Die Leerlaufdrehzahl betrug 550/min, die Motormasse 1.360 kg und die Abmaße waren 1.540 × 1.750 × 850 mm. Die Leistungsübertragung wurde wie bei den Serienfahrzeugen mit dem mechanischen TAG-Getriebe realisiert. Gegenüber den Serienfahrzeugen fehlten dem Triebwagen von Anfang an die Blendschutzschirme am rechten Stirnfenster.
Offensichtlich hat sich der Antriebsmotor bewährt, in der Literatur sind keine Angaben über einen Motorwechsel zu entnehmen. Bereits ein Jahr nach seiner Indienststellung wurde das mechanische Getriebe durch ein hydrodynamisches Getriebe mit der Bezeichnung 2 W 400/15887 der AEG getauscht.
Der Triebwagen war für den Einsatz in Regensburg vorgesehen, wurde jedoch in Passau in Betrieb genommen. Er legte bis Juli 1939 insgesamt 225.000 Kilometer zurück, das entsprachen 56.000 Kilometer im Jahr. Zum Kriegsausbruch wurde das Fahrzeug wie alle Diesel-Fahrzeuge stillgelegt. 1942 wurde es nach einer Untersuchung für den Betrieb auf Privatbahnen verkauft, gelangte nach 1945 zur Georgsmarienhüttener Eisenbahn und fuhr dort unter der Bezeichnung T1. 1949 wurde das Fahrzeug an die Wittlager Kreisbahn verkauft und verkehrte dort als T3 bis 1989. Seit 1989 zählt das Fahrzeug unter der Bezeichnung T3 zur Verkehrsgesellschaft Landkreis Osnabrück und wird durch die Museumseisenbahn Minden betreut.